# Miro Aaltonen
Miro Aaltonen (Joensuu, 7 de junho de 1993) é um jogador de hóquei no gelo finlandês. Ele atua como atacante da Vityaz Podolsk, da Kontinental Hockey League (KHL).
Após a temporada 2016-17, depois de registrar um recorde de carreira com 44 pontos em 59 jogos com o HC Vityaz, assinou um contrato de nível básico com o Toronto Maple Leafs em 17 de março de 2017. Nos Jogos Olímpicos de Inverno de 2022 em Pequim, conquistou a medalha de ouro no torneio masculino.